# Trenul Libertății

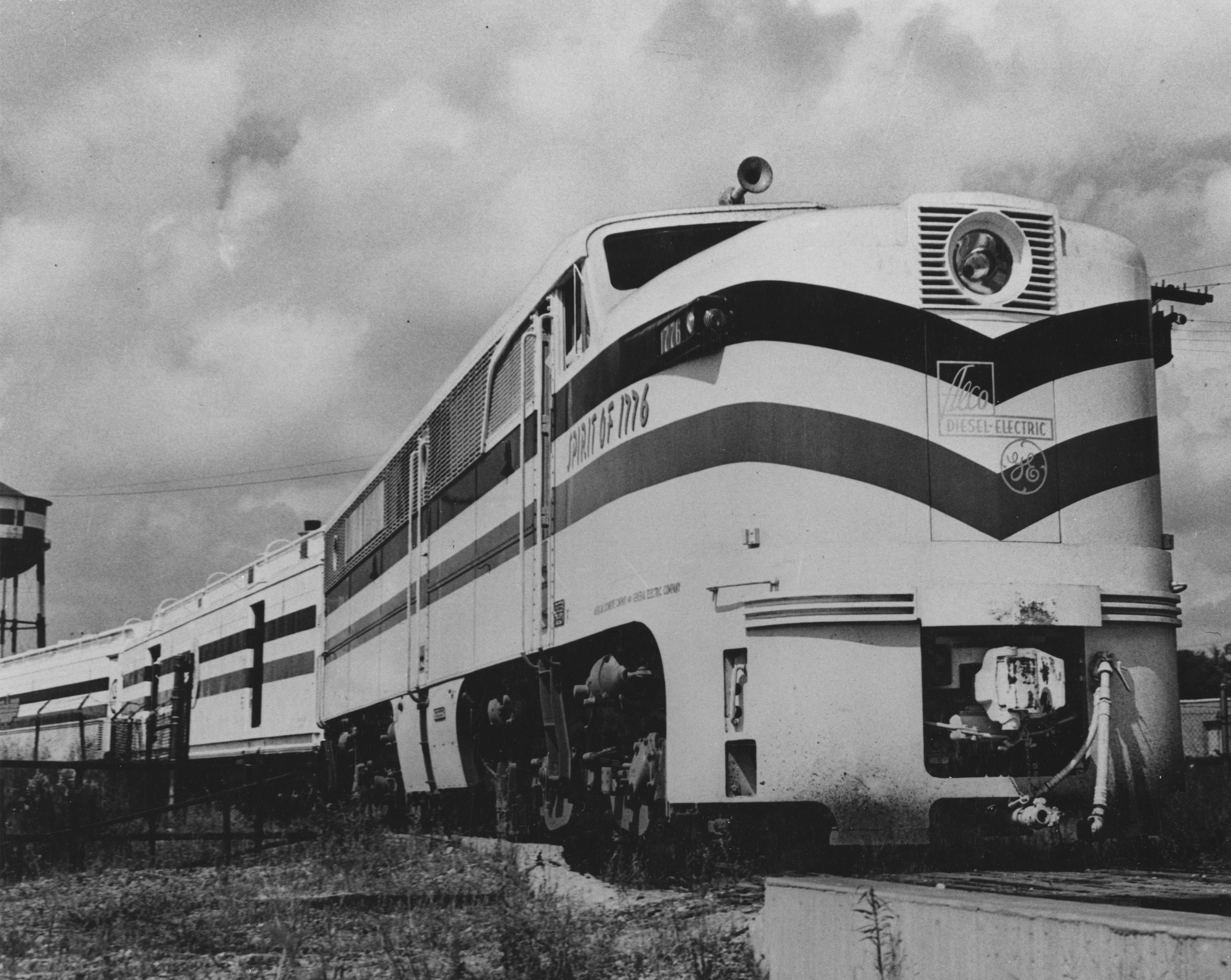
Locomotiva #1776 a fost construită special pentru primul „Tren al Libertății”

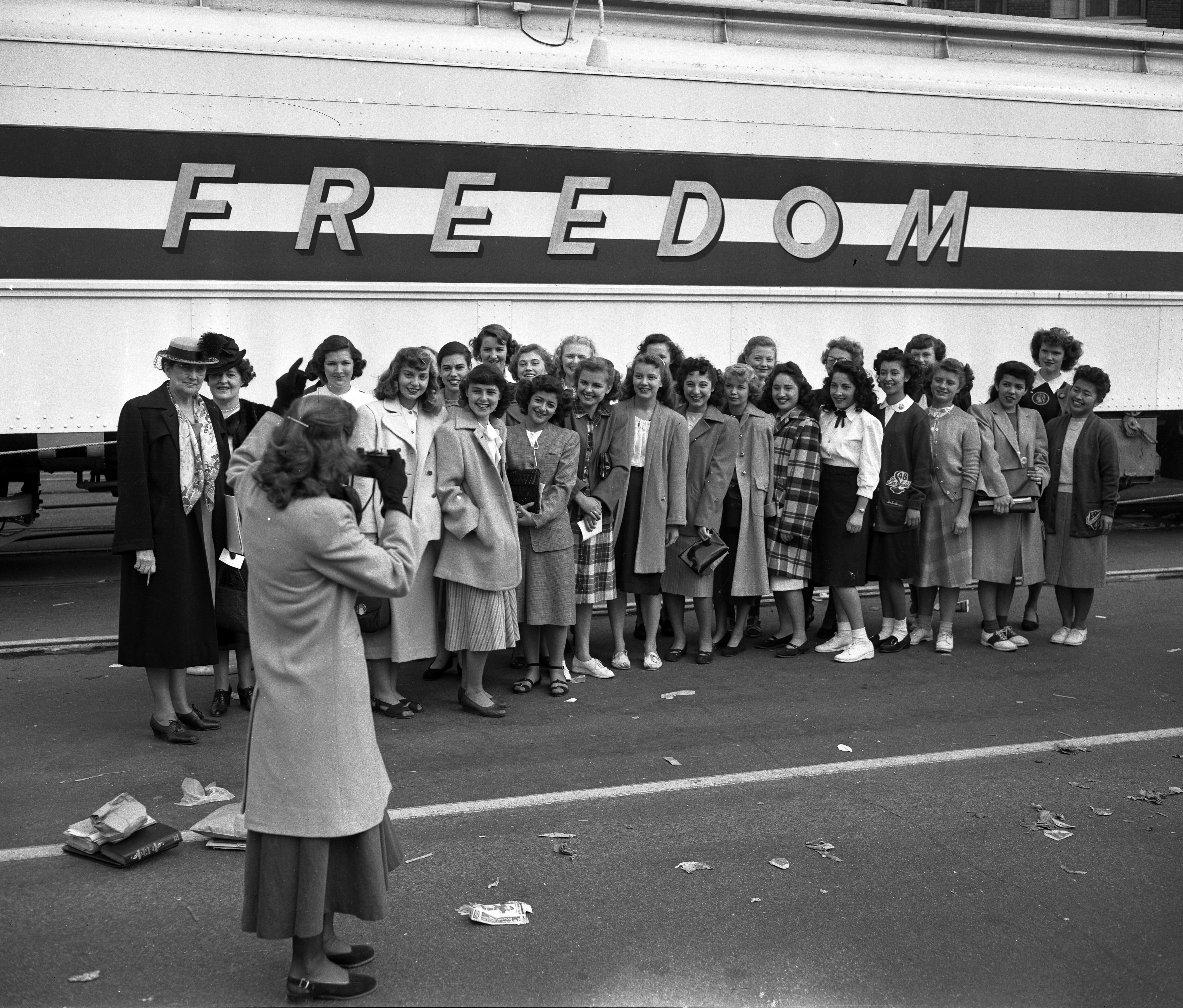
Clubul Susan B. Anthony din Los Angeles s-au reunit pentru o fotografie în fața Trenului Libertății în februarie 1948.

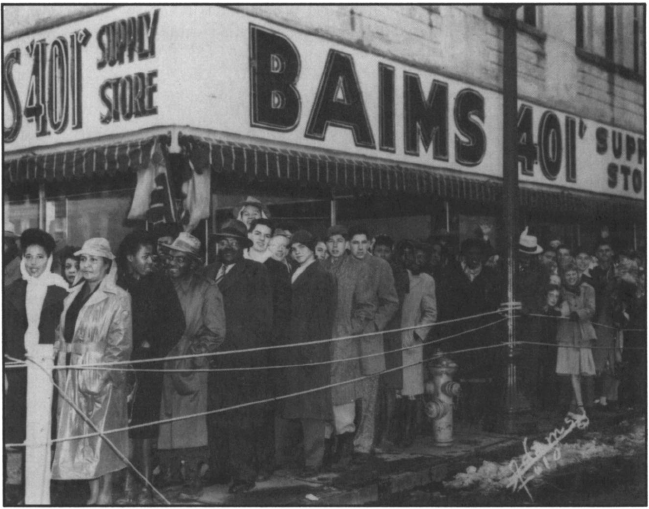
Oameni de culoare și albi așteaptă împreună la coadă pentru a intra în Trenul Libertății pe 21 ianuarie 1948.

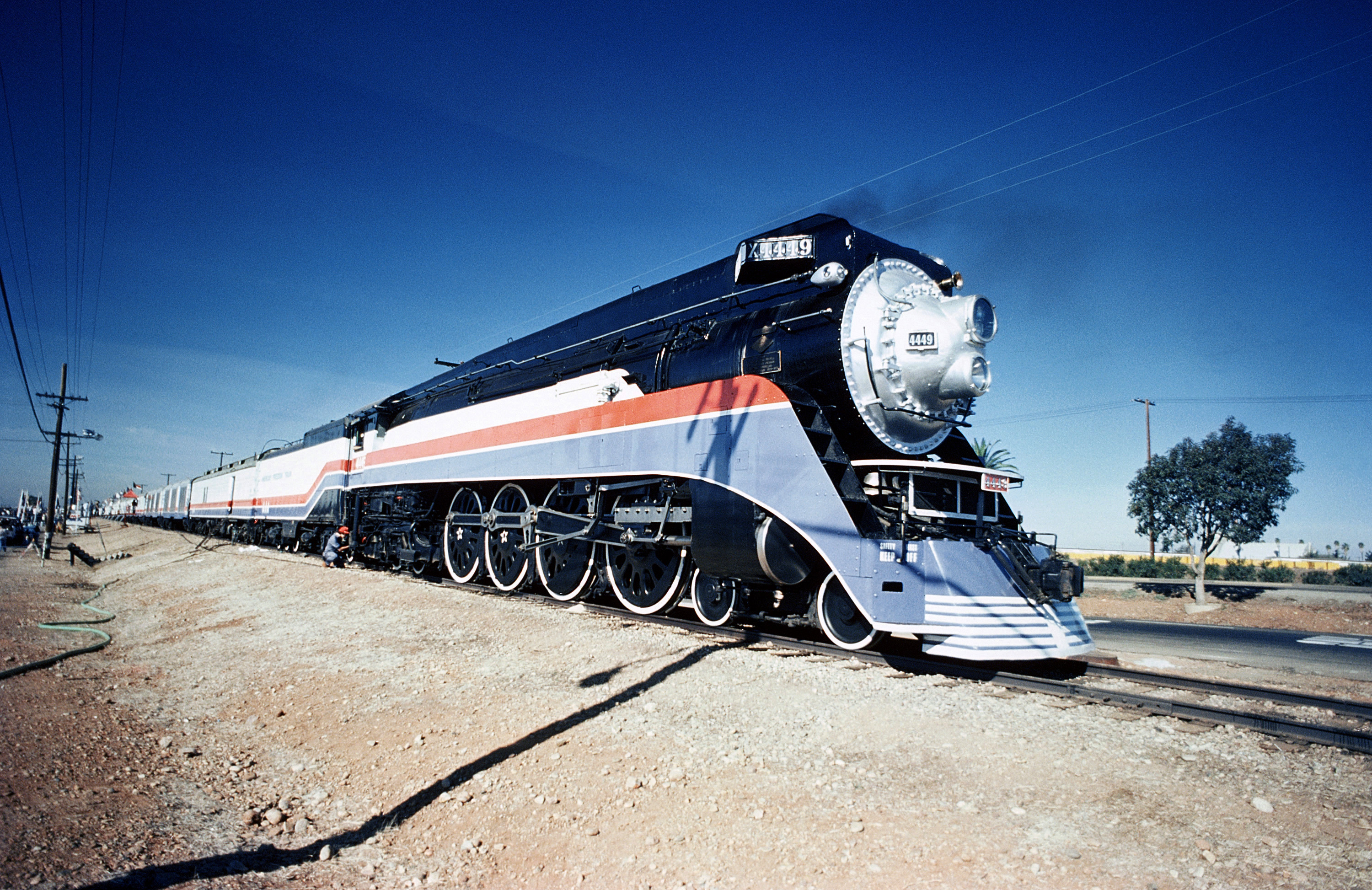
Trenul Libertății Americane în trecere prin Baza aeriană a Marinei din Miramar, California, la 15 ianuarie 1976.

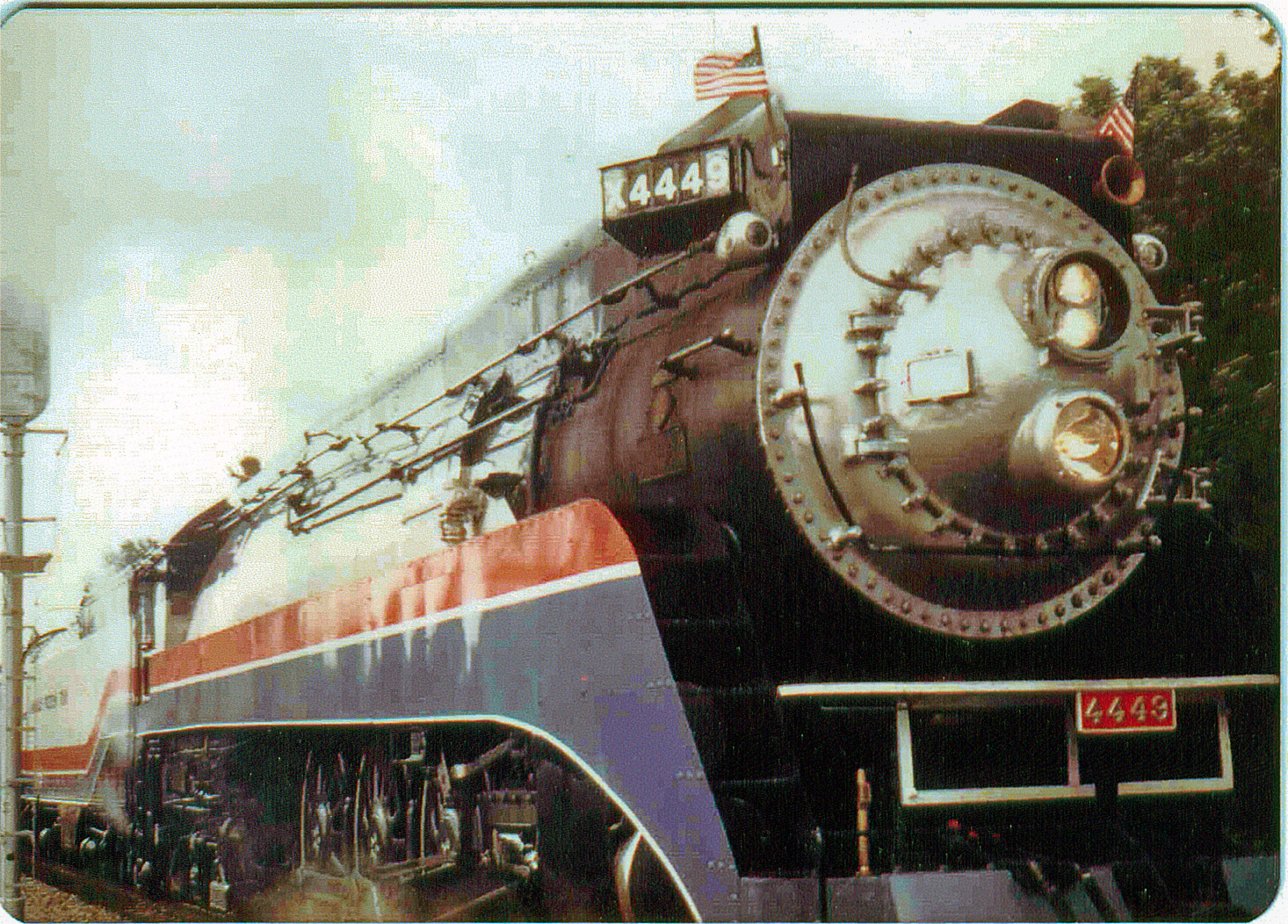
Locomotiva Southern Pacific 4449 remorcând vagoanele Trenul Libertății Americane în Georgia în 1976

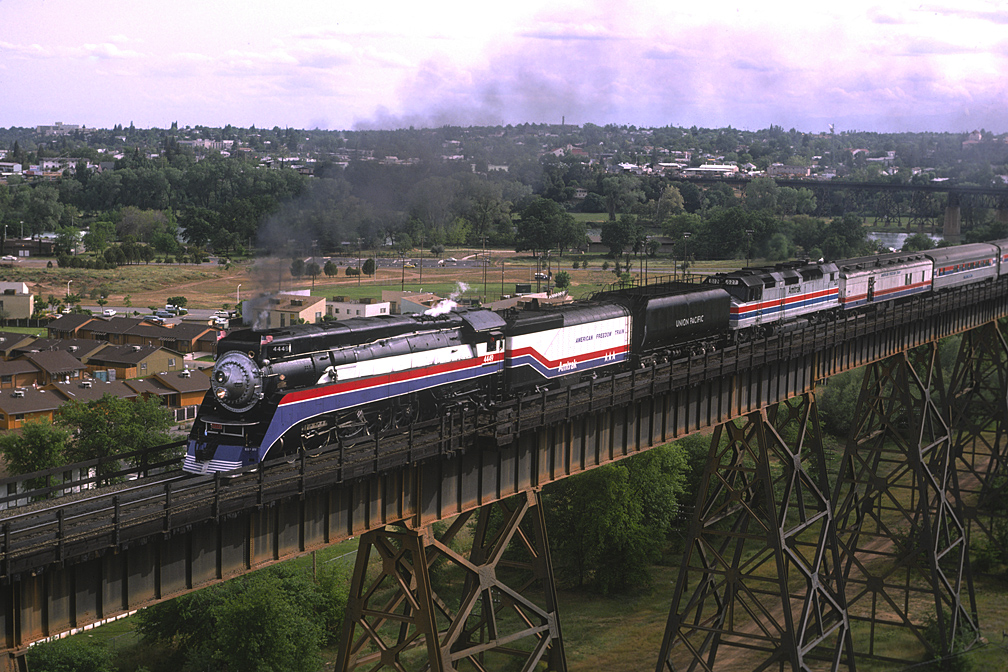
Locomotiva SP 4449 remorcând în 1977un tren de agrement după încheierea manifestărilor bicentenarului, dar încă vopsit pentru Trenul Libertății Americane

Două Trenuri ale Libertății au făcut turul Statelor Unite ale Americii: expoziția specială Trenul Libertății din 1947-1949 și Trenul Libertății Americane din 1975-1976, acesta din urmă a sărbătorit Bicentenarul Statelor Unite ale Americii. Fiecare tren a avut propria schemă specială de vopsire (roșie, albă și albastră) și propriul itinerar și traseu de-a lungul celor 48 de state, oprindu-se pentru a expune elemente ale culturii americane și artefacte istorice conexe.
Expoziția Trenului Libertății din anii 1947-1949 a fost nesegregată – spectatorii de culoare și cei albi au putut să se amestece liber. Atunci când oficialitățile orașelor din Birmingham, Alabama și Memphis, Tennessee au refuzat să permită afroamericanilor și albilor să vadă expozițiile în același timp, colectivul Trenului Libertății a renunțat la vizitele planificate, pe fondul unei controverse semnificative.

## Trenul Libertății1947-1949
Primul Tren al Libertății a fost propus în aprilie 1946 de către procurorul general al SUA Tom C. Clark⁠(d), care credea că americanii începuseră să aprecieze principiile libertății în anii postbelici. Ideea a fost adoptată de o coaliție care includea Paramount Pictures și Advertising Council⁠(d), care tocmai își schimbase numele din „War Advertising Council”.

### Planuri și mesaje
Thomas D'Arcy Brophy (de la firma de publicitate Kenyon & Eckhardt) a descris Trenul Libertății ca fiind „o campanie de promovare a Americii în fața americanilor”. Advertising Council a planificat o serie de alte evenimente care să însoțească trenul, inclusiv mesaje în programe radio, benzi desenate și filme. În fiecare oraș în care trenul a oprit, au organizat o „Săptămână de rededicare” pentru sărbătorirea publică a Statelor Unite. În februarie 1947, grupul a format „American Heritage Foundation” și l-a numit pe Brophy președinte al acesteia.
Consiliul de administrație al noii fundații a fost format din:
- Winthrop W. Aldrich⁠(d) (președinte), președinte al Chase Bank⁠(d), cumnatul lui J. D. Rockefeller Jr.⁠(d);
- Chester Barnard⁠(d), președinte al Rockefeller Foundation⁠(d);
- John Foster Dulles, pe atunci avocat și consilier politic republican, care avea să devină în curând secretar de stat al SUA;
- Paul G. Hoffman⁠(d), CEO al companiei de automobile Studebaker, administrator al Planului Marshall și viitorul președinte al Fundației Ford;
- Eric Johnston⁠(d), fost președinte al Camerei de Comerț a SUA și președinte al Motion Picture Association⁠(d);
- Reinhold Niebuhr⁠(d), un teolog renumit și
- Charles E. Wilson, CEO al General Electric Company⁠(d) și în curând șef al Office of Defense Mobilization⁠(d) - uneori descris ca fiind „copreședinte” al Statelor Unite ale Americii sub Truman.

Consiliul de Administrație nu a inclus niciun afro-american până în momentul lansării trenului. Candidaturile lui Walter White⁠(d), Lester Granger⁠(d) și A. Philip Randolph⁠(d) au fost propuse și, în cele din urmă, respinse. Frederick D. Patterson⁠(d), președintele Institutului Tuskegee și fondator al United Negro College Fund⁠(d) a fost numit administrator în octombrie 1947
American Federation of Labor⁠(d) President William Green⁠(d) and Congress of Industrial Organizations⁠(d) President Philip Murray⁠(d) were vice presidents of the Foundation.
Administrația Arhivelor Naționale a oferit trenului documente cheie, în timp ce, după cum nota arhivistul Elizabeth Hamer în august 1947, „Hollywoodul, în principal, pune la dispoziție capitalul pentru această expoziție” . Fundația a respins lista de documente propusă de Arhivele Naționale, care includea documente precum Executive Order 8802⁠(d). Contrar dorințelor Departamentului de Justiție, Fundația a exclus negocieri colective de pe lista drepturilor cetățenilor. În lista finală, singurul document referitor la istoria afro-americanilor a fost Proclamația de emancipare – și chiar și în acest caz, comentariile care îl însoțeau se concentrau asupra președintelui alb Abraham Lincoln, cel care a promulgat documentul. Trenul a expus, de asemenea, o scrisoare de la Cristofor Columb, Acordul între coloniștii din New Plymouth și documente ale capitulării germanilor și japonezilor din Al Doilea Război Mondial.
În timp ce se pregăteau pentru turneu, organizatorii au decis să minimizeze comparațiile dintre Statele Unite și naziști, precum și apelurile directe la intervenție străină. În schimb, au căutat să se concentreze pe crearea unei ideologii comune pentru americani. Clark a scris: „Îndoctrinarea în democrație este agentul catalizator esențial necesar pentru a amesteca diferitele noastre grupuri într-o singură familie americană. Fără ea, nu am putea susține continuitatea modului nostru de viață. În sensul cel mai larg al cuvântului, predicarea americanismului este o declarație afirmativă a credinței noastre în noi înșine”.
Trenul a prezentat exponate precum Bunul cetățean, care înfățișa bărbați îmbrăcați în costume . Exponatele defineau, de asemenea, libertățile americane în termeni de consumerism și se lăudau cu producția superioară de mărfuri. Pentru femei (mai des numite „fete” sau „surori”), calitatea de bun cetățean era definită în termeni de vestimentație, participare la anumite activități comunitare acceptabile și creșterea copiilor.

### Desfășurarea acțiunii
O locomotivă diesel-electrică ALCO PA a tras trenul, care a transportat versiunile originale ale Constituției Statelor Unite ale Americii, Declarației de Independență, Doctrinei Truman și Declarației Drepturilor (primele 10 amendamente la Constituție) în timpul turului său prin peste 300 de orașe din toate cele 48 de state. Deoarece Alaska și Hawaii nu au dobândit statutul de stat până în 1959, acest tren a făcut un tur al tuturor statelor americane care existau la acea vreme. A fost primul tren care a vizitat toate cele 48 de state învecinate (trenul Rexall din 1936 a vizitat 47 de state, dar a ratat Nevada).
Au fost selectați pușcași marini de top pentru a se ocupa de tren și de faimoasele sale documente. Contingentul de pușcași marini a fost condus de colonelul Robert F. Scott. Potrivit participanților Mark și Mary Ellen Murphy:
Cu ajutorul unor îndemnuri politicoase și ferme, pușcașii marini s-au grăbit să primească 1.200 de persoane pe oră, acordând fiecăruia o medie de trei secunde pentru a privi fiecare exponat. În timp ce se plimbau prin vagoanele bej-verzi, ascultau muzică regională și patriotică difuzată printr-un sistem de sonorizare și un îndemn „mișcați-vă mai repede” al unei voci suave de pușcaș marin, care se auzea prin difuzor de fiecare dată când se schimba un disc.
Trenul libertății a avut chiar și un cântec oficial, scris de Irving Berlin și interpretat de Bing Crosby și de surorile Andrews⁠(d).
Prima oprire de prezentare publică a trenului a avut loc în Philadelphia, Pennsylvania, la 17 septembrie 1947. De acolo, trenul a călătorit pe un traseu care l-a dus până în New England, pe coasta Atlanticului până în Florida, prin statele sudice ale națiunii până în California, pe coasta Pacificului până în Washington, apoi prin statele nordice până în Minnesota. După ce a străbătut perimetrul națiunii, trenul s-a deplasat în interiorul țării din Minnesota în Colorado, apoi în Kansas și Missouri, la nord de Wisconsin, apoi la sud de valea râului Ohio, din nou la nord de Michigan și, în cele din urmă, la est de New Jersey. Sfârșitul oficial al turului trenului a avut loc la 22 ianuarie 1949 în Washington, D.C., la aproape trei luni după ultima sa expunere publică din 26 octombrie 1948, în Havre de Grace, Maryland⁠(d). O oprire notabilă pe itinerariul trenului a fost apariția sa la Târgul feroviar din Chicago din 5 - 9 iulie 1948.
Fundația „American Heritage” a acordat licențe unor vânzători pentru comercializarea unor articole legate de Trenul Libertății, cum ar fi cărți și cărți poștale, interzicând totodată comercianților neautorizați să vândă alte obiecte legate de Tren.
Presa „albă” a favorizat trenul cu o acoperire în mare parte pozitivă. O excepție a fost John O'Donnell, care a comentat în ziarul  Washington Times-Herald: „... înțelegem că un comitet condus de Winthrop Alrich, ginerele lui John D. Rockefeller Jr., lansează campania. Autobuzul lor istoric rătăcitor este programat să plece cu mari huiduieli de la Casa Albă .... Țineți-vă bine pălăriile, băieți, veți mai face o plimbare și nu uitați să țineți moliile departe de uniformă”.
În opinia Consiliului, Freedom Train a avut succes, în special prin mitingurile locale și mesajele media care l-au însoțit. Acest proiect cu multiple fațete a devenit astfel un model pentru eforturile viitoare în Războiul Rece.

### Conflictul privind segregarea
Anunțul planului Trenului Libertății, din 22 mai 1947, a provocat comentarii aprinse cu privire la starea de libertate în America neagră. Poetul american de culoare Langston Hughes a scris un poem critic, „Trenul libertății”, în care a descris trecerea Trenului libertății prin statele sudice segregate rasial, unde pasagerii de culoare și cei albi călătoreau în vagoane separate. Confruntându-se cu o reacție de relații publice și încercând să prezinte Blocul occidental ca fiind mai liber decât Blocul răsăritean, administrația Truman a anunțat în septembrie 1947 o politică de desegregare a trenului, programat să plece doar două săptămâni mai târziu.
Primarul James J. Pleasants al orașului, din Memphis, Tennessee a anunțat că negrii și albii vor avea voie să viziteze Trenul Libertății doar în ore de vizită separate. (Pleasants a acționat cu sprijinul Edward „Boss” H. Crump, cea mai influentă figură a politicii din Memphis în prima jumătate a secolului al XX-lea). Când organizatorii Trenului Libertății au anulat oprirea planificată a trenului în Memphis, primarul Pleasants a răspuns că orele de vizionare segregate erau necesare pentru a evita „problemele rasiale” care ar fi rezultat în mod inevitabil din „îmbrânceli și ciocniri” interrasiale. La opririle Trenului Libertății din alte orașe, primăria a trimis agenți sub acoperire, care au raportat că, în primul rând, unele orașe din sudul țării au impus segregarea în timpul vizionării și, în al doilea rând, că patronii albi ai Trenului Libertății din alte părți nu au apreciat prezența americanilor de culoare .
În Montgomery, Alabama, acțiunile de protest ale lui Edgar Nixon⁠(d) și Rosa Parks au dus la numirea unor membri de culoare în comitetul local de planificare a Trenului Libertății și la promisiunea de desegregare în timpul vizitei trenului.
În Birmingham, Alabama, comisarului pentru siguranță publică Bull Connor a insistat ca negrii și albii să aștepte trenul în cozi separate și să intre pe rând. Ideea din spatele „Planului Birmingham” era ca albii și negrii să se afle, din punct de vedere tehnic, la bordul trenului în același timp, fără a fi nevoiți să se întâlnească direct. Sub presiune, Connors și colegul său James E. Morgan au declarat:
Legea noastră privind segregarea are ca scop protecția rasei albe și negre din oraș și prevenirea dezordinilor. . . . Nu este o pelerină care să fie dată la o parte la cererea unui vizitator sau altul al orașului. Dacă cei care se ocupă de Trenul Libertății vor considera oportun să îl aducă la Birmingham, vor fi primiți cu drag, dar nu se pot aștepta ca ei sau vizitatorii Trenului Libertății să fie scutiți de legile noastre.
Sub presiunea și amenințarea cu boicotul din partea mai multor organizații, inclusiv a Asociației Naționale pentru Progresul Oamenilor de Culoare (NAACP)⁠(d), American Heritage Foundation a anulat, de asemenea, apariția Trenului Libertății în Birmingham. Episodul a fost oarecum jenant pentru liderii de culoare locali colaboraționiști Ernest Taggart și I. J. Israel, care și-au apărat sprijinul pentru vizita segregată a Trenului Libertății în spiritul compromisului.
Criticile publice la adresa trenului au continuat în timpul turului. Ziarul Sunday Oregonian a publicat o secțiune de două pagini intitulată „Nu există tarife premium la Trenul Libertății – dar, de fapt, unii cetățeni încă călătoresc la clasa a doua”, în care se detaliază discriminarea și violența persistente împotriva americanilor de culoare. Aceste și alte voci au fost descrise de directorul FBI J. Edgar Hoover ca fiind agitație „comunistă neagră”.

## Trenul Libertății Americanedin 1975-1976
Un al doilea tren al libertății, American Freedom Train, a călătorit prin țară în 1975-1976 pentru a comemora Bicentenarul Statelor Unite.
Acest tren de 26 de vagoane a fost propulsat de trei locomotive cu abur recent restaurate. Din cauza sarcinii reduse pentru care fuseseră proiectate căile ferate din regiune și a condițiilor de cale ferată de pe ruta Louisville – Nashville, locomotivele diesel au tractat trenul de la New Orleans la Mobile, Alabama. De asemenea, a fost nevoie de locomotive diesel în Chicago după ce locomotiva cu abur a deraiat în încercarea traversare a căilor ferate de pe malul lacului din Chicago.
Trenul în sine era format din 10 vagoane de prezentare, transformate din vagoane de bagaje ale de pe rețele de căi ferate New York Central și Penn Central. Acestea au transportat peste 500 de comori americane, inclusiv copia Constituției lui George Washington, originalul tratatului de achziționare a Louisianei, rochia lui Judy Garland din Vrăjitorul din Oz, pantalonii de box ale lui Joe Frazier, roba lui Martin Luther King Jr. , replici ale celor patru medalii olimpice de aur ale lui Jesse Owens din 1936 (dintre care una a fost furată undeva pe parcurs), o pereche de pantofi de baschet ai lui Wilt Chamberlain⁠(d) și o piatră de pe Lună. Turneul său în toate cele 48 de state continentale a durat de la 1 aprilie 1975 până la 31 decembrie 1976. Peste 7 milioane de americani au vizitat trenul în timpul turului său, în timp ce alte milioane au stat pe șine pentru a-l vedea trecând.
Turneul a început în Wilmington, Delaware și s-a îndreptat spre nord-est spre New England, spre vest prin Pennsylvania, Ohio spre Michigan, apoi în jurul Lacului Michigan spre Illinois și Wisconsin. Din vestul mijlociu al Statelor Unite ale Americii, turneul a continuat spre vest, traversând în zigzag Marile Câmpii până în Utah și apoi până în regiunea nord-vest învecinată cu Oceanul Pacific. De la Seattle, Washington, turneul a călătorit apoi spre sud de-a lungul coastei Pacificului până în sudul Californiei. Trenul și echipajul au petrecut Crăciunul 1975 în Pomona, California, decorând locomotiva cu un model mare al lui Moș Crăciun pe partea din față a coșului de fum, deasupra tampoanelor din față. Pentru anul 1976, turneul a continuat din sudul Californiei spre est, trecând prin Arizona, New Mexico și Texas, apoi s-a întors spre nord pentru a vizita Kansas și Missouri înainte de a călători prin statele de la Golful Mexic și apoi din nou spre nord până în Pennsylvania. Turneul a continuat spre sud-est până în New Jersey, apoi spre sud de-a lungul coastei atlantice înainte de a se încheia în cele din urmă la 26 decembrie 1976, în Miami, Florida. Ultimul vizitator a trecut prin tren pe 31 decembrie 1976.
La începutul anului 1977, Muzeul Național al Canadei a cumpărat 15 dintre vagoanele „Trenul Libertății Americane” și le-a folosit din 1978 până în 1980 într-un tur feroviar prin Canada ca Discovery Train⁠(d), un muzeu mobil care se concentra pe istoria acestei țări.